# Csigi Eszter
Csigi Eszter (1999. szeptember 7. –) magyar női korosztályos válogatott labdarúgó, a Ferencváros védője.

## Pályafutása

### Klubcsapatokban
Szekszárdon kezdte pályáját és több futsal rendezvényen is részt vett, mikor a Ferencváros figyelmét felkeltette.

#### Ferencváros
Mindössze 15 évesen került a zöld-fehérekhez és érkeztével, szinte azonnal a 15 éven aluliak között találta magát. Következő szezonjában, már az élvonalban is csatasorba állt, ráadásul 14 bajnokin és 1 kupa meccsen 2 gólt termelt.
A 2019–20-as Bajnokok Ligájában a moldáv Agarista Anenii Noi felett aratott 2–0-ás győzelem alkalmával mutatkozhatott be a nemzetközi porondon.
Fejlődése érdekében a 2019–20-as idényben elfogadta a svájci Basel ajánlatát, és két szezont húzott le az FCB-nél.
2021-ben tért vissza a Ferencvároshoz, ahol a klub egyik alapemberének számít.

### A válogatottban
Több mérkőzésen is pályára lépett a korosztályos válogatottakban. 2022 szeptember 2-án debütált a felnőtt női magyar labdarúgó válogatottban a Spanyolország elleni idegenbeli világbajnoki selejtező mérkőzésen.

2022 óta 2 alkalommal szerepelt a válogatottban.

## Sikerei

### Klubcsapatokban
Magyar bajnok (3):
- Ferencváros (3): 2015–16, 2018–19, 2021–22

 Magyar kupagyőztes (4):
- Ferencváros (4): 2016–17, 2017–18, 2018–19, 2020–21

## Statisztikái

### Klubcsapatokban
2022. október 16-al bezárólag
| Klub             | Szezon           | Bajnokság | Bajnokság | Kupa  | Kupa | Nemzetközi | Nemzetközi | Össz. | Össz. |
| Klub             | Szezon           | Mérk.     | Gól       | Mérk. | Gól  | Mérk.      | Gól        | Mérk. | Gól   |
| ---------------- | ---------------- | --------- | --------- | ----- | ---- | ---------- | ---------- | ----- | ----- |
| Ferencváros      | 2015–16          | 14        | 4         | 4     | 0    | 0          | 0          | 18    | 4     |
| Ferencváros      | 2016–17          | 14        | 0         | 1     | 2    | 0          | 0          | 15    | 2     |
| Ferencváros      | 2017–18          | 18        | 0         | 3     | 0    | 0          | 0          | 21    | 0     |
| Ferencváros      | 2018–19          | 17        | 5         | 1     | 0    | 0          | 0          | 18    | 5     |
| Ferencváros      | 2019–20          | 6         | 1         | 1     | 1    | 1          | 0          | 8     | 2     |
| Ferencváros      | Összesen         | 69        | 10        | 10    | 3    | 1          | 0          | 80    | 13    |
| Basel            | 2019–20          | 2         | 0         | 0     | 0    | 0          | 0          | 2     | 0     |
| Basel            | 2020–21          | 8         | 1         | 1     | 0    | 0          | 0          | 9     | 1     |
| Basel            | Összesen         | 10        | 1         | 1     | 0    | 0          | 0          | 11    | 1     |
| Ferencváros      | 2021–22          | 19        | 9         | 3     | 2    | 0          | 0          | 22    | 11    |
| Ferencváros      | 2022–23          | 7         | 8         | 1     | 2    | 2          | 0          | 10    | 10    |
| Ferencváros      | Összesen         | 26        | 17        | 4     | 4    | 2          | 0          | 32    | 21    |
| Karrier összesen | Karrier összesen | 105       | 28        | 15    | 7    | 3          | 0          | 123   | 35    |

### Mérkőzései a válogatottban
| Magyarország | Magyarország        | Magyarország                              | Magyarország  | Magyarország | Magyarország | Magyarország | Magyarország | Magyarország |
| #            | Dátum               | Helyszín                                  | Hazai         | Eredmény     | Vendég       | Kiírás       | Gólok        | Esemény      |
| ------------ | ------------------- | ----------------------------------------- | ------------- | ------------ | ------------ | ------------ | ------------ | ------------ |
| 1.           | 2022. szeptember 2. | Las Rozas de Madrid, La Ciudad del Fútbol | Spanyolország | 3 – 0        | Magyarország | vb-selejtező | -            |              |
| 2.           | 2023. február 19.   | Lárnaka, AÉK Aréna                        | Finnország    | 8 – 0        | Magyarország | Ciprus-kupa  | -            | 85'          |
|              | Összesen            |                                           |               | 2            | mérkőzés     |              | 0            | gól          |